# 「二人」に帰ろう
「「『二人」に帰ろう」（「ふたり」にかえろう）は、女性シンガーソングライターである西脇唯の7枚目のシングル。

## 収録曲
- 全作詞・作曲：西脇唯

1. 「二人」に帰ろう（4:56）
テレビ朝日系アニメ「H2」エンディングテーマ
編曲：武部聡志
2. ゆるやかな虹のように
テレビ朝日系アニメ「H2」挿入歌
3. 「二人」に帰ろう（オリジナル・カラオケ）
4. ゆるやかな虹のように（オリジナル・カラオケ）

## テレビ披露
- ミュージックステーション（テレビ朝日、1995年7月7日）[1]

## 収録アルバム
- ふたりのあいだ（#1）- Album Remix Versionで収録。
- H2 ORIGINAL SOUNDTRACK（#1）
- yui（#1）
- YUI NISHIWAKI SINGLES COLLECTION（#1）
- ビューティ・パワー・スーパー・セレクション / 西脇唯ベスト（#1）
- 西脇唯 パーフェクト・ベスト（#1）